# Gino Marinuzzi Jr.
Gino Marinuzzi Jr. (ur. 7 kwietnia 1920 w Nowym Jorku, zm. 6 listopada 1996 w Rzymie) – włoski dyrygent i kompozytor.

## Życiorys
Syn Gina Marinuzziego. Studiował w konserwatorium w Mediolanie u Vincenzo Calacego (fortepian) oraz Giulio Cesare Paribeniego i Renzo Rinaldo Bossiego (kompozycja). Dyplom uzyskał w 1941 roku. Od 1946 do 1951 roku pełnił funkcję asystenta dyrygenta opery w Rzymie. Był jednym z pierwszych włoskich kompozytorów zajmujących się muzyką elektroniczną. Od 1953 roku tworzył etiudy eksperymentalne. W 1956 roku pracował wraz z technikami nad aparaturą, która weszła w skład wyposażenia Centro Elettronico della Filarmonia Romana. We współpracy z Paulem Ketoffem zbudował syntezator elektroniczny Fonosynth. W 1958 roku nawiązał współpracę z założonym przez Franco Evangelistiego Studio R7.
Skomponował m.in. operę radiową La Signora Paulatim (wyk. RAI Turyn 1964, wyst. Neapol 1966), koncerty skrzypcowy i fortepianowy, utwory fortepianowe i kameralne, utwory na taśmę magnetyczną. Po 1964 roku zajął się głównie tworzeniem muzyki dla potrzeb teatru, filmu i telewizji.